# Lithobates pipiens
La rana leopardo (Lithobates pipiens (Schreber, 1782)) è un anfibio anuro appartenente alla famiglia Ranidae, originario del Nord America.

## Descrizione
La rana ha il corpo marrone-verdognolo, con il ventre color madreperla e creste chiare lungo i due lati della schiena. La sua lunghezza media di 7/13cm circa. Le femmine sono leggermente più grandi dei maschi.

## Biologia
Le rane leopardo hanno una vita di 2/4 anni.

### Alimentazione
La rana leopardo si nutre di tutto ciò che riesce a ingerire: mosche, scarafaggi, formiche, vermi e perfino uccelli o piccoli serpenti.

## Distribuzione e habitat
Le rane leopardo sono diffuse nel Nord America. In generale preferiscono ambienti paludosi, o comunque in ambienti con presenza abbondante di acqua.